# Kundali
 (mars 2010).
Si vous disposez d'ouvrages ou d'articles de référence ou si vous connaissez des sites web de qualité traitant du thème abordé ici, merci de compléter l'article en donnant les références utiles à sa vérifiabilité et en les liant à la section « Notes et références ».

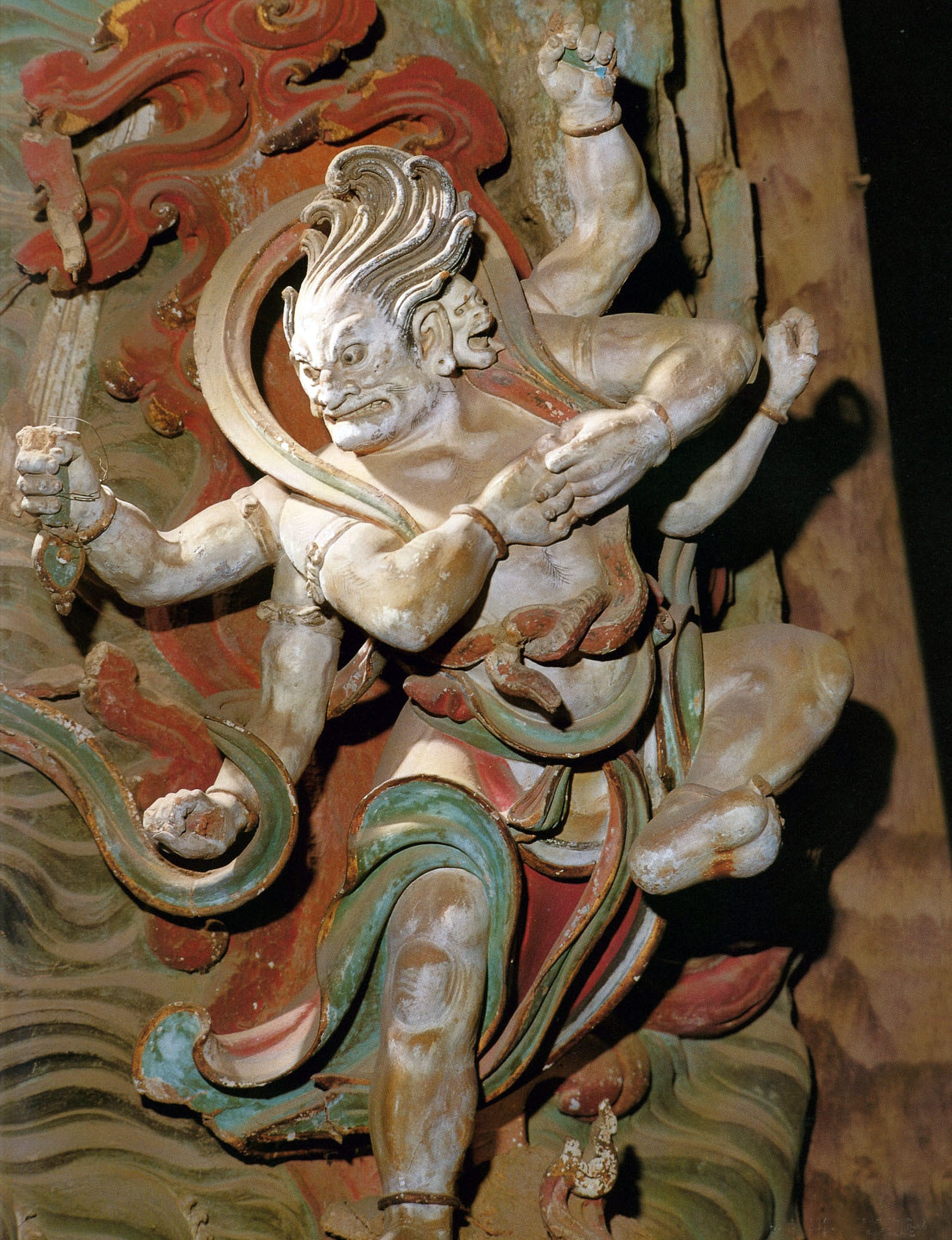
Statue de Kundali datant de la dynastie Yuan dans le temple Fusheng à Yuncheng, dans la province du Shanxi, en Chine

Kuṇḍali Vidyaraja ou Amṛtakuṇḍalin (ch: 軍荼利明王, Jūntúlì míngwáng; ja: 軍荼利明王, Gundari Myōō)  est l'un des 5 principaux rois de la sagesse dans le bouddhisme vajrayāna. Il dispense l'amrita (Kundali étant le vase qui le contient), l'élixir de l'immortalité.
Positionné au sud dans les  mandalas, le roi du savoir Kuṇḍali a plusieurs formes: deux faces et quatre bras, quatre faces et huit bras, etc., son corps est bleu, ses yeux sont rouges, deux mains saisissant deux serpents, les autres mains tenant une lance, un massue, un disque, etc. Ses quatre visages et quatre bras symbolisent la destruction des quatre afflictions (Kleśa): ignorance, vision erronée, arrogance, amour propre. Il est considéré comme étant la forme irrité du bouddha Ratnasambhava
Son court mantra est « Om amṛte hūṃ phaṭ ».